# ВР-40 Лангуста
ВР-40 Лангуста (Wyrzutnia Rakietowa) је вишецевни бацач ракета. Направљен је на темељу побољшаног и модернизиованог совјетског БМ-21 Град ракетног система. Први примерак ушао је у службу Пољске војске 2007. године. Пољска у располаже са 227 комада БМ-21 Град система и предвиђа се да ће око половина бити преправљена у ВР-40.
ВР-40 Лангуста има мало промиењен лансер са 40 лансирних цеви за122 mm ракете. Може да испаљује оригиналне и новије ракете. Стандардна ракета за БМ-21 је дугачка 2,87 m и тежи 66,4 kg. Нове Феникс-З високо експлозивне фрагментирајуће ракете имају максималан домет од 42 km. ВР-40 долази са новим, модернијим системом за контролу паљибе и новим навигацијским системом.
Лансер се пуни ручно, а пуни га посада. За пуњење је потребно око 7 минута. Додатне ракете се превозе на посебном камиону за опремање лансера.
ВР-40 је направљен на темељу Јелцз П662Д.35Г-27 6x6 камиона, због тога што су оригинални Урал-375Д камиони БМ-21 Град ракетног система у јако стари у у лошем стању. ВР-40 покреће Ивеко Аифо Курсор 8 дизелски мотор максималне снаге 350 КС и има централно подешавање притиска у гумама. ВР-40 Лангуста може се транспортовати ваздушним путем помоћу транспортног ваионаЛокид C-130 Херкул.